# Great American Ball Park
Great American Ball Park es un estadio de béisbol de Cincinnati, Ohio, donde juegan como locales los Cincinnati Reds de la Major League Baseball. Se abrió en 2003, en sustitución de Cinergy Field (antes Estadio Riverfront), su casa desde 1970 a 2002. El nombre del parque proviene del Great American Insurance Group.
El estadio fue sede del Juego de Estrellas del 2015 . Los Reds invirtieron 5 millones de dólares en mejoras, que incluyeron dos nuevos bares y puestos de comida de categoría superior.